# Gartenstadt/Stadtweide
Gartenstadt/Stadtweide – dzielnica miasta Rostock w Niemczech, w kraju związkowym Meklemburgia-Pomorze Przednie.